# Premio Bienal Nacional de Literatura Rafael Zárraga

El  Premio Bienal Nacional de Literatura Rafael Zárraga, es un evento venezolano convocado por el Ministerio del Poder Popular para la Cultura, por medio del Gabinete Estadal de Yaracuy, la Casa Nacional de las Letras Andrés Bello, el Centro Nacional del Libro (FILVEN-2011), la Red Nacional de Escritores y Escritoras Socialistas de Venezuela, La Universidad Nacional Experimental del Yaracuy (UNEY), la Alcaldía de San Felipe y la Fundación Rafael Zárraga, con el objeto de reconocer la obra y trayectoria del escritor por su importante contribución a la cultura venezolana en el marco de la celebración de la Gran Explosión Cultural Bicentenaria.
Su aparición data del año 2011 y contó con las siguientes menciones:
- El premio de poesía “40 nocturnos y una sinfonía”, patrocinado por el Centro Nacional del Libro (CENAL).
- El premio de dramaturgia “La ciudad de Cecilia”, patrocinado por la Dirección de Cultura de La Alcaldía Bolivariana de San Felipe.
- El premio de cuento “La brasa duerme bajo la ceniza”, patrocinado por la Red Nacional de Escritores y Escritoras Socialistas de Venezuela.
- El premio de crónica “Contares”, patrocinado por la Universidad Nacional Experimental del Yaracuy (Uney)

La 2.ª  edición de la Bienal Nacional de Literatura Rafael Zárraga se celebró en el Museo Carmelo Fernández de San Felipe, estado Yaracuy, los días 22,23 y 24 de octubre de 2015. En esta edición, se abrieron concursos en las Menciones Poesía y Ensayo.

## Obras galardonadas
| Edición | Año  | Título                                                                             | Autor             | Estado     | Menciones                                         |
| ------- | ---- | ---------------------------------------------------------------------------------- | ----------------- | ---------- | ------------------------------------------------- |
| I       | 2011 | Esquina de la mesa hechizada                                                       | Luis M. Pimentel  | Lara       | Premio de poesía “40 nocturnos y una sinfonía”    |
| I       | 2011 | Plaza Miranda                                                                      | Noreida Flores    | Miranda    | Premio de dramaturgia “La ciudad de Cecilia”      |
| I       | 2011 | Página roja                                                                        | Rafael V. Muñoz   | Carabobo   | Premio de Cuento “la brasa duerme bajo la ceniza” |
| I       | 2011 | Vivencias y tradiciones en el rancho Campanario, estancia de abuelo El Guerrillero | Luis Mendoza S.   | Portuguesa | Premio de Cuento “la brasa duerme bajo la ceniza” |
| II      | 2015 | Truenan alcanfores                                                                 | Arnaldo Jiménez   | Vargas     | Poesía.                                           |
| II      | 2015 | La canción, es camarada de lucha                                                   | Sherline Chirinos | Yaracuy    | Ensayo.                                           |